# Dagmar Walle-Hansen
Dagmar Augusta Walle-Hansen, född 24 augusti 1871 i Kristiania, död 6 juli 1954, var en norsk pianist och musikpedagog.
Walle-Hansen var lärjunge till Agathe Backer-Grøndahl och Theodor Leschetizky i Wien, vid vars skola hon under följd av år var musikpedagog. Hon gav konserter runt om i Europa och var senare verksam som musikpedagog i Oslo.